# Fagerholm (holme)
Fagerholm är en holme med väderstation och tidigare sjöbevakningsstation som ligger intill Ängsö i Korpoströms farledskorsning i Nagu i Åbolands skärgård. Sjöbevakningsstationen ägs nuförtiden av företaget Captium Havstjärna Ab, som ordnar möten och liknande tillställningar för mindre grupper.

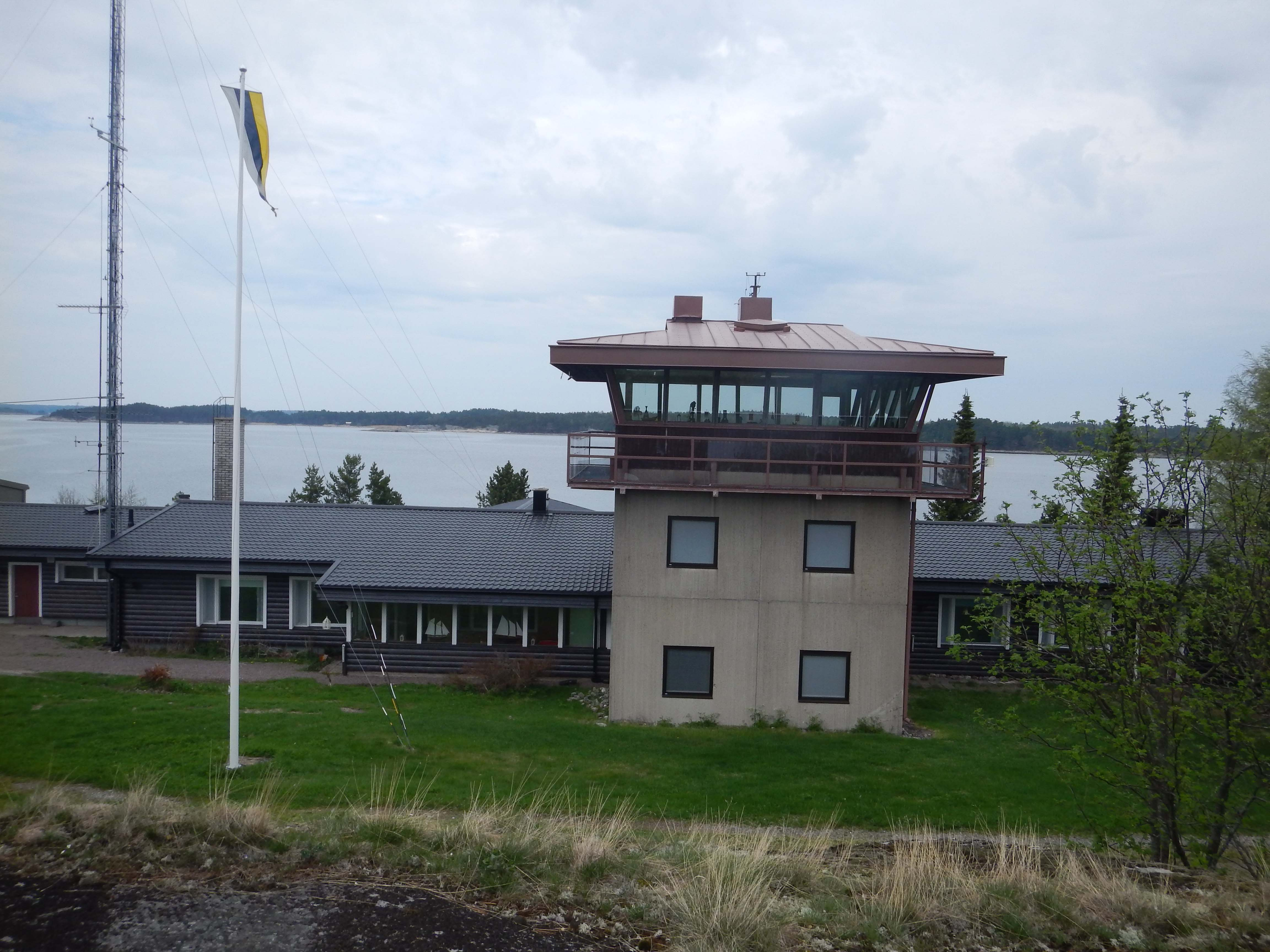
Huvudbyggnaden på Fagerholm i Nagu

Västerut från Fagerholm går farleden mot Åland och Stockholm, österut mot Jungfrusund och Hangö, norrut mot Åbo och söderut mot Utö. Fagerholm ligger 14,75 km (fågelvägen) sydväst om Nagu. 

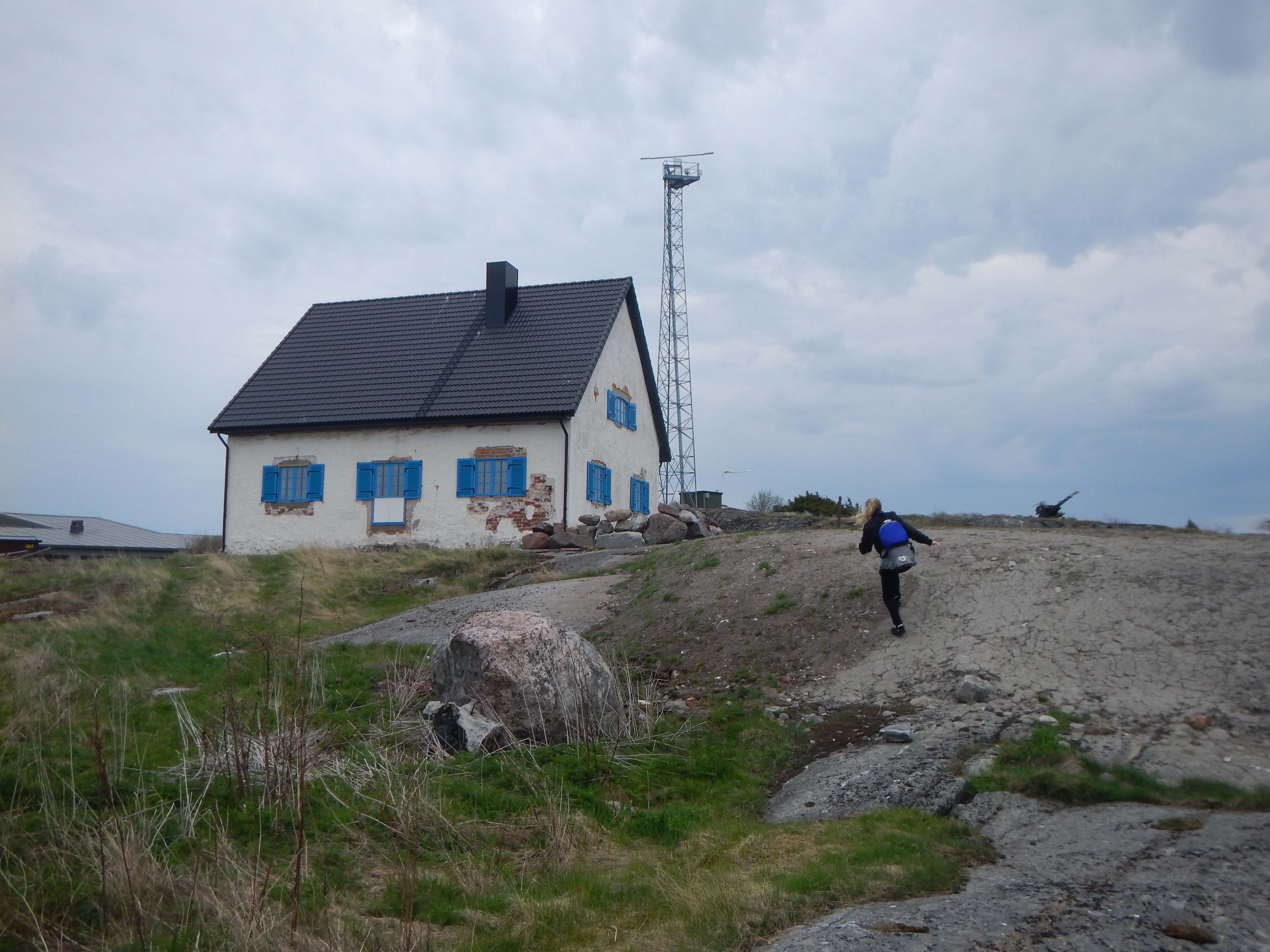
Gammalt hus på Fagerholm; förmodligen Nagus äldsta, näst kyrkan

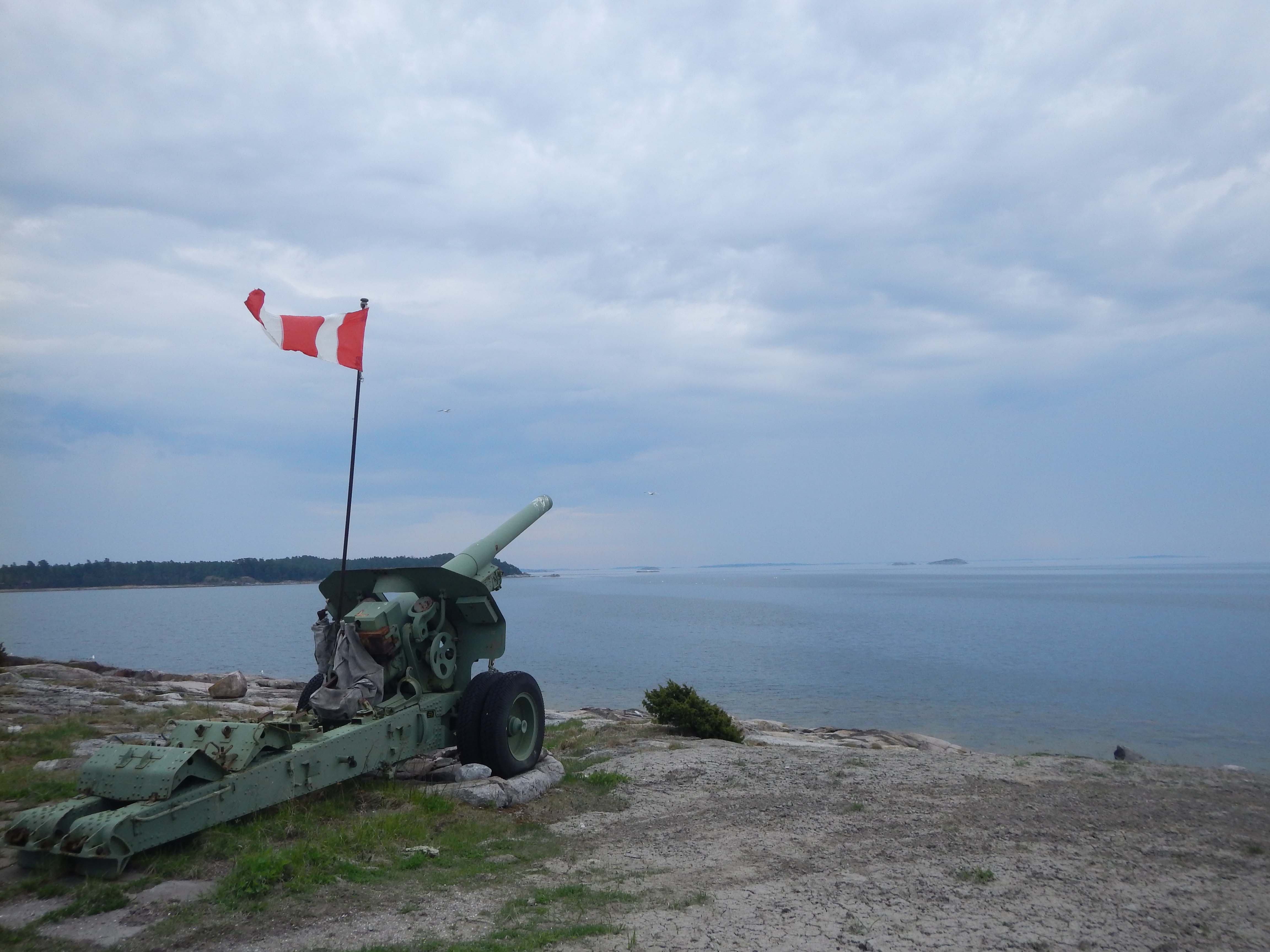
Pjäs på Fagerholm i Nagu, med vindflöjel

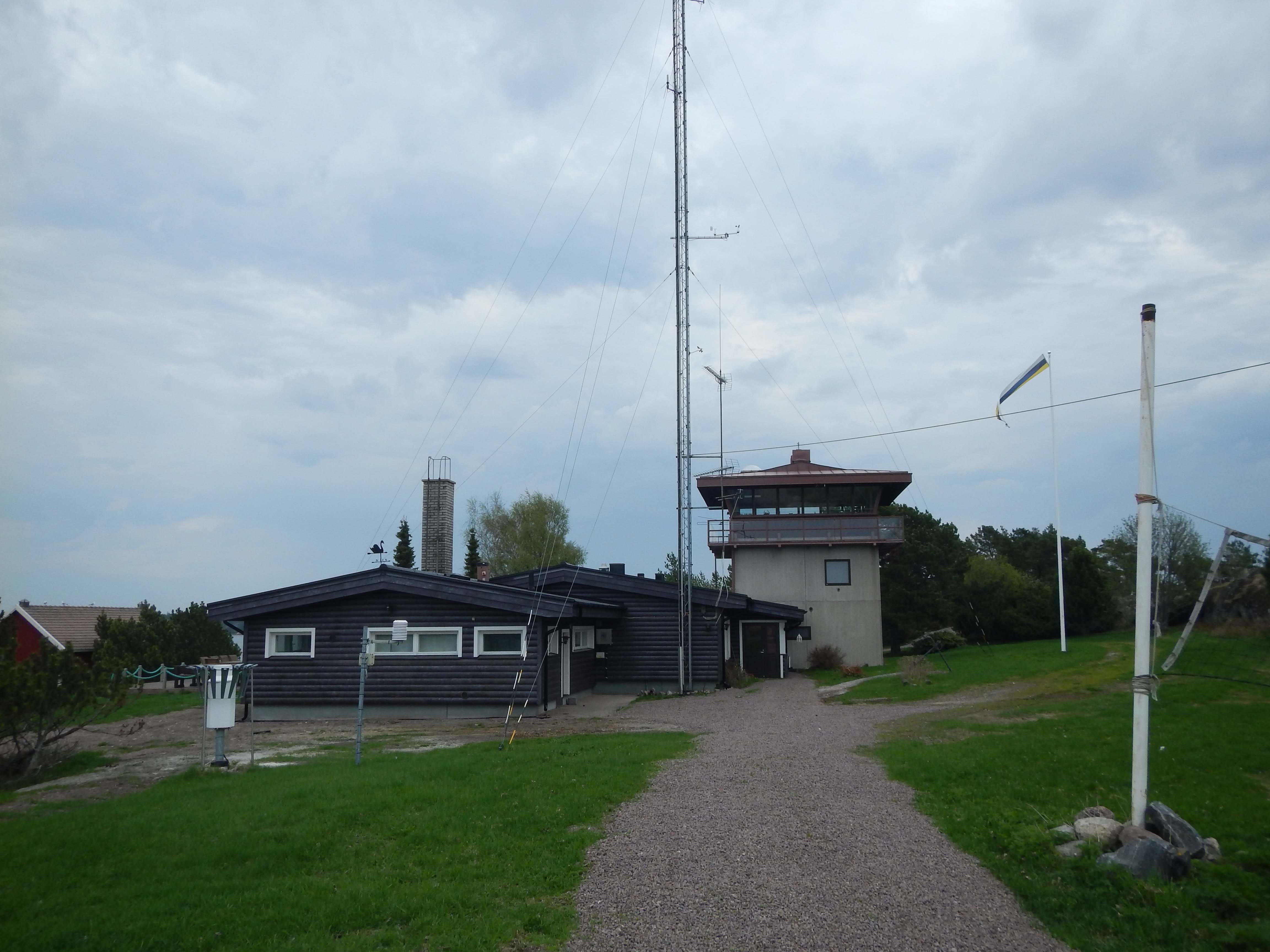
Byggnader på Fagerholm i Nagu

De närmaste öarna ligger på under 1 kilometers avstånd, den närmaste, Ängsö, i öster på ca 500 meters avstånd. Den yttre skärgården öppnar sig från Fagerholm mot syd-sydost. Ön är klippig och har endast begränsad lågvuxen löv- och barrskog, mest på öns östra sida. De flesta byggnader ligger på öns norra sida.

Väderstationen ligger på den västra delen av den klippiga ön. Vindmätaren har installerats i radartornet, som ligger i öns sydvästra del. 
Förbindelsebåtarna M/S Myrskylintu / M/S Cheri trafikerar Fagerholm tre gånger i veckan. 
På ön finns den gamla tullstationsbyggnaden kvar från 1700-talet.

## Fagerholms fyr
Ön har också en aktiv yttre fyr (60°6′40″N 21°41′53″E) av typen sektorfyr, som märker ut en skarp kurva i storströmmen mellan Korpo och Nagu. Fyren är vitmålad, 6 meter hög och bredvid den står ett sjömärke i gult med en orange vertikal rand.

## Historia
Den 19 november 1942 sjönk den tyska fraktbåten S/S Hindenburg (byggd 1921) i sundet sydväst om holmen. Fartyget var på väg från Hamburg, Tyskland till Jakobstad i Finland med ettusen sovjetiska krigsfångar ombord, då det 17.11.1942 utanför Utö körde i en mina lagd av den sovjetiska ubåten L3. Besättningen lämnade fartyget och flyttades ombord på andra båtar. 
Då fartyget nästa dag skulle bogseras körde den på grund vid Snökubb. Då den finska sjöbevakningen kom på plats flyttades krigsfångarna, som ännu var kvar inlåsta på fartyget, över till räddningsfartyget Assistans. Efter pumpning lyckades man lossa fartyget från grundet, men under bogseringen följande dag började det läcka igen, brast itu och sjönk mellan Fagerholm och Lohms Östernäsudden. 
Vraket ligger på 57 meters djup. Vraket lokaliserades igen i slutet av 1960-talet, och dykningar gjordes försiktigt på 1970-talet. År 1983 försvann en sportdykare i vrakets djup och sedan dess har det rått dykförbud på platsen.